# トーマス・ウィリス
トーマス・ウィリス（Thomas Willis, 1621年1月27日 - 1675年11月11日）は、清教徒革命（イングランド内戦）から王政復古期にかけてのイングランドの医師。解剖学、神経学、精神医学の歴史において重要な役割を果たした。王立協会の創設メンバーである。

## 生涯
ウィルトシャー州Great Bedwynで両親の農場に生まれた。ここでは父が領地の管理をしていた。ケンブリッジシャー州Fen DittonのWillys准男爵と親戚関係にある。1642年にオックスフォード大学クライスト・チャーチのM.A.を卒業した。内戦中は王党派であり、議会派の軍により北ヒンクシーの家族農場を没収されていた。1640年代、イングランド王チャールズ1世の王室医師の1人であった。1646年にB. Med.の資格を得ると、アビンドンの市場に行くことで活発な医師活動を始めた。
イングランド国教会の立場を保ち、1650年代にはJohn Fell, John Dolben, Richard Allestreeらと自身の宿舎で会合していた。Fellの父Samuel Fellは1647年クライスト・チャーチの学部長として追放された。ウィリスはSamuel Fellの娘Maryと結婚し、義理の兄弟になったJohn Fellは後にウィリスの伝記を書いている。1656-8年にロバート・フックを助手として採用した。Samuel Fellがワイト島フレッシュウォーターにいるフックの父のことを知っていたため、これはFellの家族のコネだったと思われる。
科学に興味を持っていたオックスフォードの派閥の1つは、ウィリスやクライスト・チャーチ周りで学んだ。フックの他にもNathaniel Hodges, ジョン・ロック, リチャード・ロウアー, Henry Stubbe, John Wardがいた（ロックはウィリスの主なライバルとなるThomas Sydenhamと研究を続けた。ロックは政治的および医学的に両立しない考えを持っていた）。実験主義者の"Oxford club"においてはRalph Bathurst, ロバート・ボイル, ウィリアム・ペティ, John Wilkins, クリストファー・レンと同僚であった。傷の治癒に熟練したレンの姉妹Susan Holderと密接な関係にあった。
1657年から1667年までオックスフォードのMerton Streetに住んでいた。1656年と1659年に2つの重要な医学著作De Fermentatione と De Febribusを発表した。これらに続き1664年に脳に関する巻を発表し、共同で行った実験の記録を載せた。1660年から亡くなるまで、オックスフォード大学のセドリー自然科学教授職（Sedleian Professor of Natural Philosophy）であった。ロンドンで王立協会が設立される際、1660年の優先的な候補者のリストに入り、1661年にフェローとなった。Henry Stubbeは協会における論争相手となり、ウィリスの1660年より前の研究に関する知識を用い支持者の主張のいくつかを軽視した。

後に医師としてロンドンのウェストミンスターで働いたが、これは1666年にGilbert Sheldonを治療した後のことである。医療行為がうまく、解剖学の理解と既知の治療法の両方を適用し、この2つの統合を試みた。彼は医療化学的見知と機構的見知の両方を混ぜ合わせた。Noga Arikhaによると
| 「 | ウィリスは医師の専門的な解剖学的素養と、ガレノス主義とガッサンディ主義の原子論、医療化学、機械論といった新規と伝統のバランスをとった解釈上の装置を流ちょうに使うことを組み合わせた。 | 」 |

彼の患者の中には哲学者Anne Conwayがおり、親密な関係にあったが、相談をされても頭痛を和らげることができなかった。
ウィリスはジョン・オーブリーの『名士小伝』に言及がある。オーブリーの遠い従兄弟Llantrithydのジョン・オーブリー (第6代准男爵) がFen Dittonの第6代准男爵の甥（もしくは姪）の娘と結婚したため、後にオーブリーとウィリスは親戚となっている。

## 研究活動

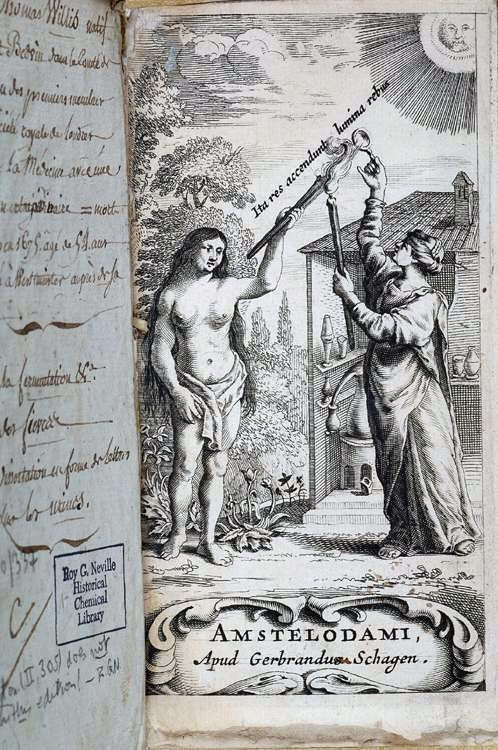
トーマス・ウィリスの1663年の著作Diatribae duae medico-philosophicae – quarum prior agit de fermentationeの口絵。アムステルダムのGerbrandus Schagenによる彫版で印刷され出版された。

ウィリスは脳、神経系、筋肉の解剖の研究の第一人者である。最も顕著な発見は、脳底にある動脈の輪であるウィリス動脈輪の発見である。
ウィリスの脳と神経の解剖は、1664年の彼の著作Cerebri anatomeに記されているように、精密で精巧である。この著作で神経学(neurology)という語を作り出しており、さらにこれは彼自身の個人的で独力の努力の結果ではない。図画を提供したクリストファー・レン卿やThomas Millington、同僚の解剖学者であるRichard Lowerのおかげでもある。この著作は新たな情報に富み、彼以前のあいまいなものに比べると非常に対照的である。
1667年、脳の病理学と神経生理学に関する重要な著作であるPathologicae cerebri, et nervosi generis specimenを発表した。この中で癲癇や他の痙攣疾患の原因に関する新たな理論を開発し、精神医学の発展に貢献した。1672年、最初期のイギリスの医学心理学に関する研究であるTwo Discourses concerning the Soul of Brutes, which is that of the Vital and Sensitive of Manを発表した。今日の精神神経学や心の哲学で顕著である心脳のスーパーヴェニエンスの主張の初期の先駆者と見なすことができた。不運にもウィリスの啓発により患者の治療を改善することはなく、場合によっては棒で患者の頭を打つことが提唱されていた。
今日解剖学者により普通列挙される順番に脳神経に番号をつけた最初の人物である。脳梁の平行線に言及した。これは後にフェリックス・ヴィック・ダジールにより詳細に記述された。ウィリスは脳の渦巻状表面の伝達と、脳弓の下の外側腔間の伝達を認識していたようである。線条体と視床を記述した。これは橋（最初は環状隆起(annular protuberance)と名付けた）を持つ4つの輪状隆起で、下垂体茎の下にある白い乳腺隆起である。小脳においては、白質と灰白質の樹木状の配列に気づき、内頸動脈とそれらが脳底動脈の枝と行う伝達に良い説明を与えた。
ウィリスは、ネメシウスの教義にとって代わった。ネメシウスは脳室が脳脊髄液を含んでおり、これが排液から老廃物を集めていると推測した。ウィリスは、大脳皮質を認知の基質として認識し、脳のしわは認知の複雑さの漸進的増加に関連すると主張した。彼の機能スキームにおいては、随意運動の起源は大脳皮質に置かれ、不随意運動は小脳から来るとされた。
糖尿病(diabetes mellitus)のmellitusという語を造語した。この病気は古くは「ウィリス病」であった。他の場所では何世紀にもわたり知られていたことではあったが、この病気の患者の尿は甘い（糖尿）ことを観察した。この糖尿病の観察はPharmaceutice rationalis (1674)の1つの章をなしている。さらなる研究はJohann Conrad Brunnerによりなされた。Brunnerはロンドンでウィリスに会っている。

## 影響
ウィリスの業績はDaniel Duncanの著作を通してフランスで知られるようになった。哲学者Richard Cumberlandはすぐに脳の解剖に関する調査結果を適用してトマス・ホッブズの情熱の優位性に関する見解に反対する論争を行った。Cerebri anatomeや5巻のうち選ばれた作品含むウィリスの著作が、かつてトーマス・ブラウンの蔵書に入っていた。その息子のエドワード・ブラウンは1704年から1707年まで王立内科医協会の会長を務め、ウィリスの本も所有していた。

## 家族
妻のMary Fellが5人の娘、4人の息子を産み、4人が幼児を生き延びた。1670年にMaryが死んだ後、1672年にMatthew Nicholasの娘で未亡人のElizabeth Calleyと結婚した。この結婚では子供はいなかった。

## 著作
- 1663 Diatribae duae medico-philosophicae – quarum prior agit de fermentatione  on Google Books
- 1664 Cerebri anatome: cui accessit nervorum descriptio et usus
- 1667 Pathologiae Cerebri et Nervosi Generis Specimen
- 1672 De Anima Brutorum
- 1675 Pharmaceutice rationalis. Sive Diatriba de medicamentorum operationibus in humano corpore on Google Books
- 1675 A plain and easie method for preserving (by God's blessing) those that are well from the infection of the plague, or any contagious distemper, in city, camp, fleet, &c., and for curing such as are infected with it
- 1677 Pharmaceutice rationalis sive diatriba de medicamentorum operationibus in humano corpore Digital version of Universitäts- und Landesbibliothek Düsseldorf
- 1681 Clarissimi Viri Thomae Willis, Medicinae Doctoris, Naturalis Philosophiae Professoris Oxoniensis ... Opera Omnia : Cum Elenchis Rerum Et Indicibus necessariis, ut & multis Figuris aeneis Digital version of Universitäts- und Landesbibliothek Düsseldorf